# Замок Дубовац
Замок Дубовац (хорв. Utvrđeni grad Dubovac) — один из древнейших архитектурных памятников в Карловаце, Хорватия. Он известен благодаря своей богатой истории и является своего рода хранителем исторической памяти хорватского народа. Замок изображен на почтовой марке Хорватии.

## История
Замок Дубовац получил своё название в честь бывшего дубового леса, которым он с давних времен был окружён. Интересно, что замок Дубовац гораздо старше, чем сам город Карловац, в котором он находится. Когда Карловац начал строиться, Дубовац уже долгое время существовал. В средневековье Дубовац развивался как село с крепостью, находился на пересечении важнейших для своего времени рек и дорог. Первое упоминание о городе встречается в 1339 году, когда в Дубовац приезжает священник. Есть также упоминания о торговых и коммерческих предприятиях, а также о разрушающем турецком нашествии 1578 года. Это нашествие практически и опустошило Дубовац, беженцы нашли убежище на территории быстро построенного поселения Карловац. От их поселения сохранился лишь замок.

## Реконструкции
Последняя реконструкция замка была проведена в 1961 году, в том числе по инициативе хорватского института управления им. Грета Юрич, который и занял его помещение. А с 1965 по 2007 замок принадлежал городскому музею и во всех его помещениях были размещены экспозиции, посвященные истории города. Даже в смотровых башнях была открыта выставка «О Купе и Коране».
Для реконструкции замка в XX веке использовались очень важные записи военных инженеров с Крей, сделанные в 1777 году. В этих документах описана структура замка и материалы, которые использовались при строительстве. Также там подробно описывались угловые башни, двухэтажные башни.

## Владельцы замка
Владельцами замка в разное время были аристократические семьи: Зудары (1387—1426), Франкопаны (1442—1550) и Зрински (1550—1578), потом замок отошел командованию армии в Карловаце (1678—1810).
В 1837 г. новый владелец замка, граф Лаваль Нуген, перестроил замок в стиле романтизма.

## Галерея

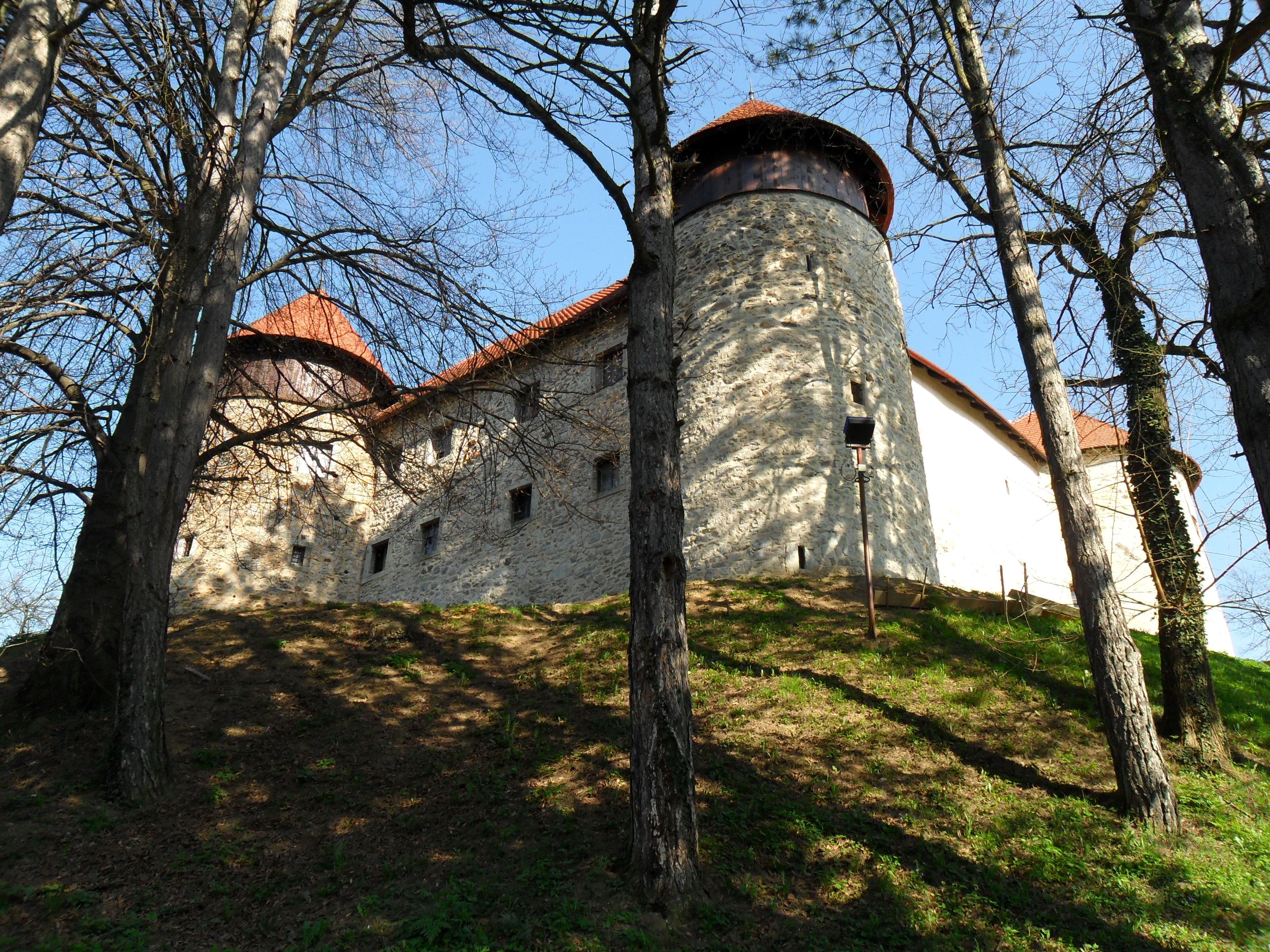
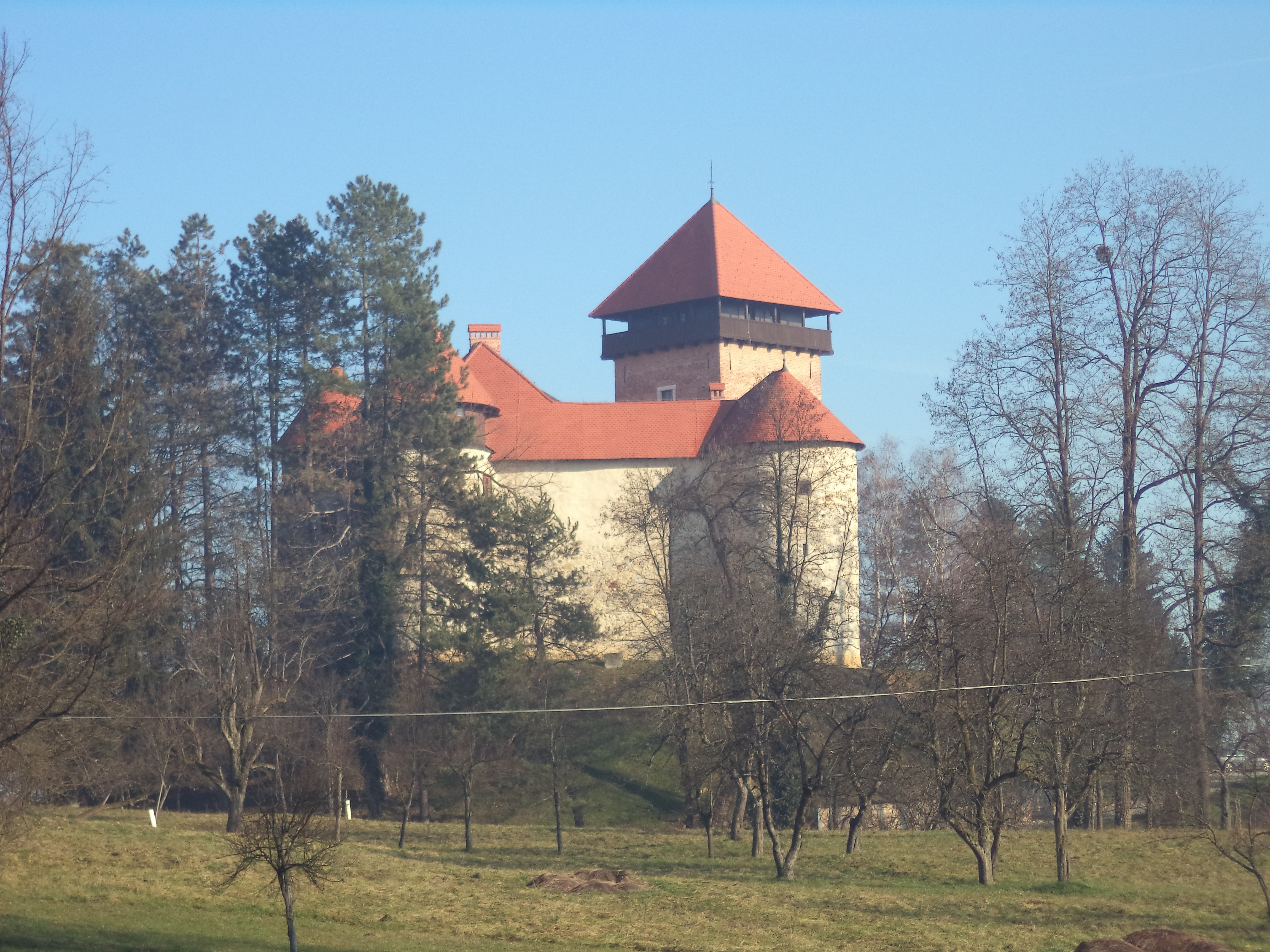
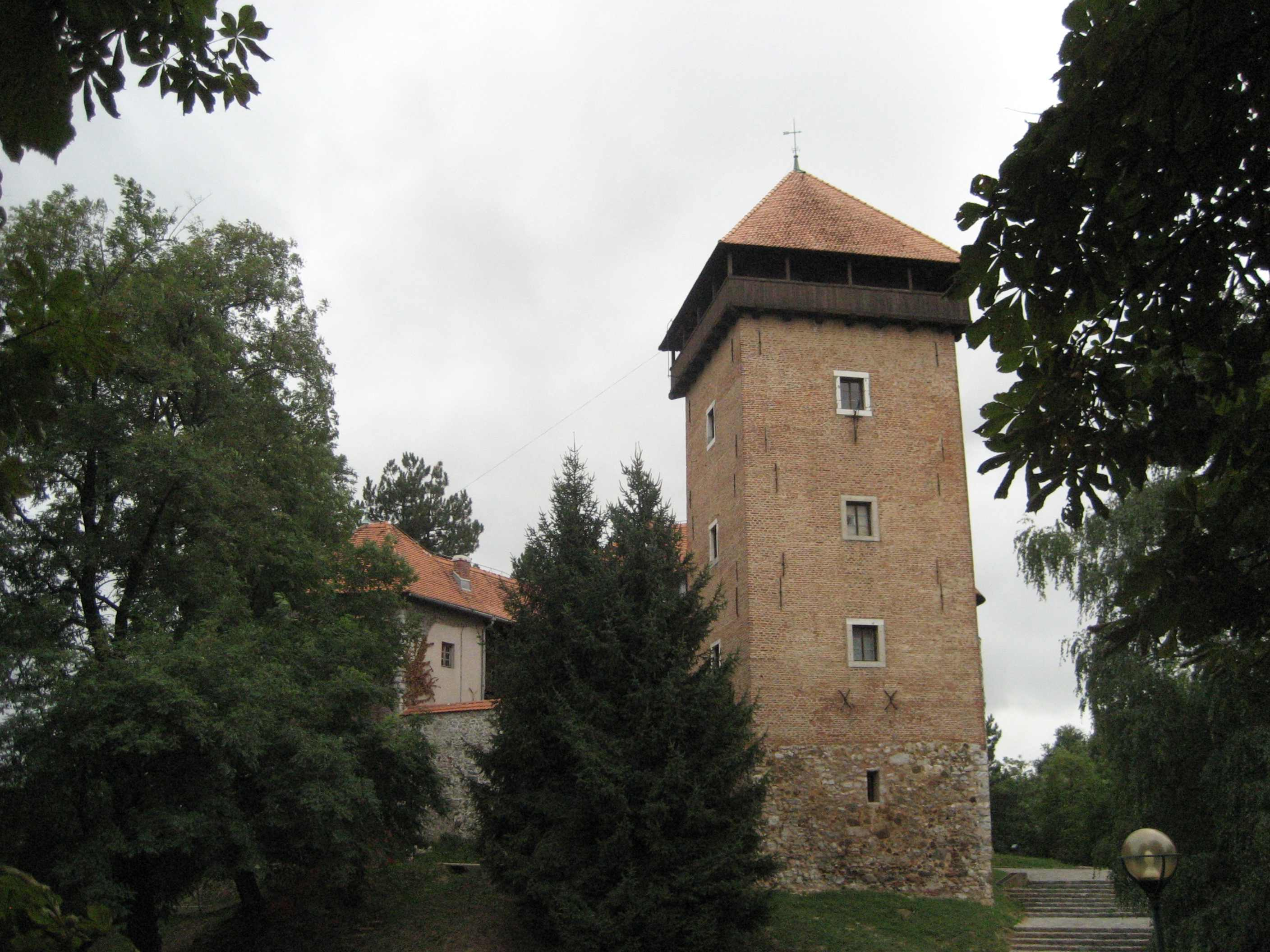